# Histoire de l'Aquitaine
L'Aquitaine est le nom donné depuis au moins le Ier siècle av. J.-C. à une région ancrée sur le versant nord des Pyrénées, le long de la façade Atlantique.

## La Préhistoire

### L'homme de Cro-Magnon
Il y a quelque 45 000 ans, l'homme moderne (Homo sapiens) pénètre (au Tadjikistan) dans la vaste steppe eurasiatique. En quelques millénaires, il la peupla d'Est en Ouest. 
C'est probablement à l'occasion d'une période interglaciaire, il y a 40 000 ans, que l'homme de Cro-Magnon arrive en Aquitaine. En 1868, plusieurs squelettes de cette espèce furent retrouvés dans l'abri de Cro-Magnon aux Eyzies-de-Tayac au bord de la Vézère en Dordogne.

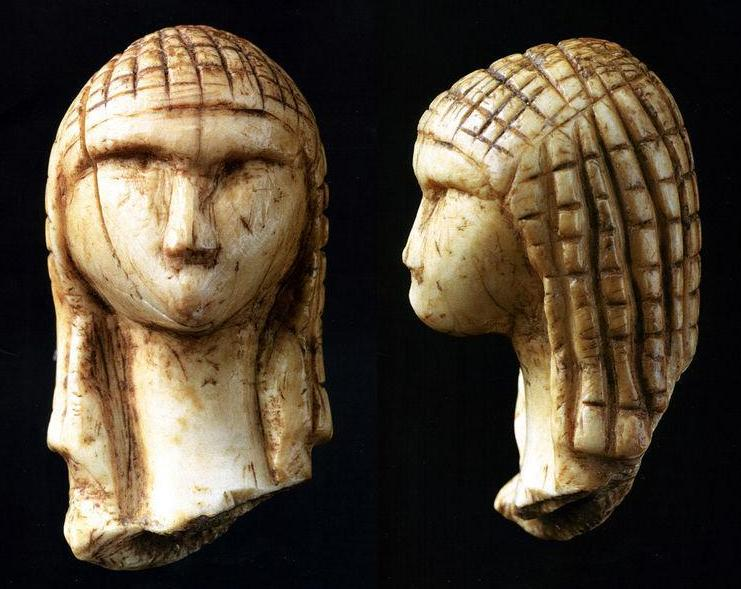
Dame de Brassempouy.

Les Aquitains du Paléolithique supérieur ont laissé de nombreux vestiges de leur savoir-faire dont la Dame de Brassempouy et les remarquables peintures de la grotte de Lascaux (-17 000 ans).

### Le refuge climatique
Au cours de la dernière période glaciaire commencée il y a 115 000 ans, donc avant l’arrivée des premiers Hommes modernes en Europe il y a environ 50 000 ans, le pic de froid (dernier maximum glaciaire) a été atteint il y a environ 21 000 ans. Pendant cette glaciation, l'Aquitaine géographique s'est avérée constituer la partie nord de l'un des principaux refuges climatiques en Europe de l'Ouest : le refuge aquitano-cantabrique. 
Après un réchauffement climatique progressif, la dernière période glaciaire s'est terminée il y a 11 700 ans, début de l'Holocène, avec une remontée du niveau des mers. Au cours du Mésolithique, période des derniers chasseurs-cueilleurs, les forêts progressent vers le nord de l'Europe, apparait une faune de climat tempéré. Le refuge aquitano-cantabrique joue alors un rôle central dans ce repeuplement de l'Europe, pour la faune et la flore en général, ainsi que les humains comme en témoignent différents marqueurs génétiques qui présentent leur concentration maximale chez les Basques.[réf. nécessaire].

### La civilisation des mégalithes
Au Néolithique, se sont développées sur le littoral atlantique des civilisations d'éleveurs qui nous ont laissé de nombreux dolmens ou menhirs.

### L'âge des métaux
L'âge du bronze est bien représenté en Aquitaine (bronze ancien en Médoc, harrespils du bronze tardif au Pays basque...). 
C'est moins vrai du fer récent en Vasconie. À l'arrivée des Romains, la pression celtique butait sur la Garonne. En revanche les Celtes étaient bien implantés dans la haute vallée de la Garonne et en Gironde où les Bituriges Vivisques ont fondé l'actuelle ville de Bordeaux (Burdigala).

## Antiquité

### L'Aquitaine protohistorique

Carte de la Novempopulanie et ses peuples aquitains protohistoriques.

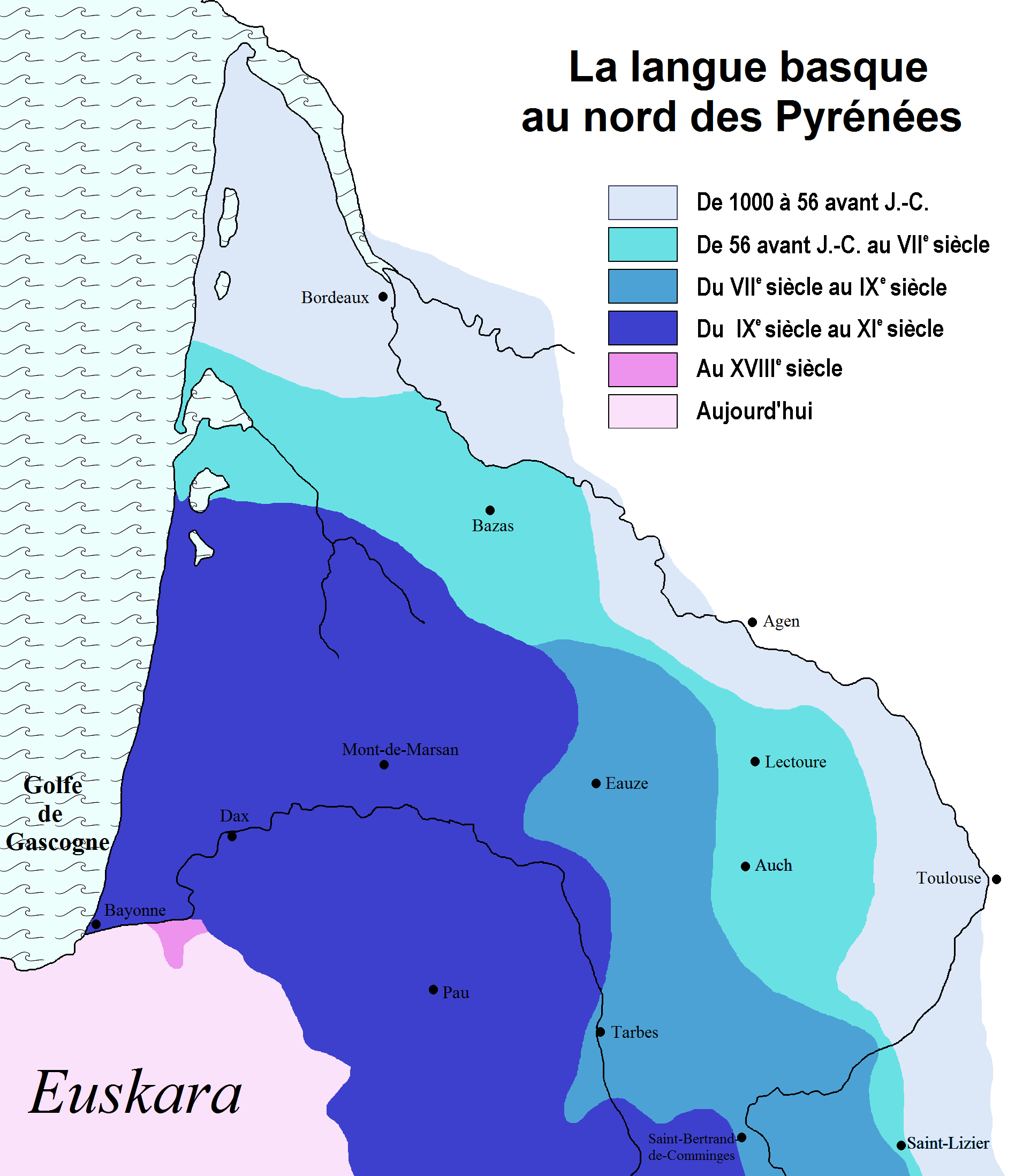
Recul du basque médiéval en Aquitaine au Moyen Âge.

L'Aquitaine protohistorique diffère dans ses limites territoriales de l'Aquitaine administrative actuelle. Elle s'étend entre Garonne et Pyrénées, de l'Atlantique au Couserans. Sa population, des Aquitains ou Proto-Basques, présentée par Jules César comme plus proche des Ibères que des Gaulois, présentait des affinités ethniques et linguistiques avec les Vascons de la moyenne vallée de l'Èbre.

### La conquête romaine
Publius Crassus, le jeune lieutenant de Jules César, entreprit la conquête de l'Aquitaine en 56 av. J.-C.

#### La province romaine d'Aquitaine
Sous l'Empire romain, la dénomination Aquitaine s'applique à un gros Sud-Ouest de la Gaule, des Pyrénées aux rives de la Loire, Auvergne incluse. Saintes et Bordeaux furent les capitales successives de la Gaule aquitaine finalement partagée en trois (Aquitaine Première, Aquitaine Seconde et Novempopulanie) sous la Tétrarchie, à l'occasion des réformes fiscales et administratives réalisées par Dioclétien.
La romanisation de la Novempopulanie conduira à la Vasconie.

## Le Moyen Âge

### L'Aquitaine wisigothique
L’Aquitaine passe sous la domination des Wisigoths, arrivés de Provence et d'Italie en 412-413.
En 418, un traité donne le statut de fédéré (fœdus) des Wisigoths dans l'Empire romain, qui les installe en Aquitaine.

### L'Aquitaine et les Francs
En 507, Clovis, appelé par les évêques de Novempopulanie, l'intègre au royaume des Francs, en battant Alaric II, roi des Wisigoths, à la bataille de Vouillé. 
671 voit l'indépendance de l'Aquitaine, dirigée par le duc Loup Ier de Vasconie.

Entre 719 et 732, les ducs Eudes et son fils Hunald Ier détiennent l’Albigeois où ils ont des biens. Eudes combat les Sarrasins en Albigeois.

Situation de l'Aquitaine à la mort de Clotaire Ier (561).

En 721, le duc Eudes bat le Califat omeyyade à la bataille de Toulouse.
732 voit la défaite du duc d'Aquitaine et l'invasion de la Vasconie par l'émir Abd el Rahman, arrêté à la bataille de Poitiers par Charles Martel, qui commence la réunion de l’Aquitaine sous contrôle des Vascons au royaume franc.
742 et 743 voient les campagnes des fils de Charles Martel, Carloman et Pépin le Bref, contre l'Aquitaine et la Vasconie (et la Bavière).
Entre 760 et 768, Pépin le Bref entreprend chaque printemps des expéditions sanglantes contre le duc Waïfre, fils d'Hunald Ier. Le 2 juin 768, ce dernier est finalement tué par un des siens, Waratton, sur ordre de Pépin.

### Le royaume d'Aquitaine

L'Aquitaine sous Charlemagne (cliquer pour agrandir).

En 778, l'armée de Roland, piégée par le wali de Saragosse, a été défaite par les Vascons dans les montagnes basques de Roncevaux en revenant de Pamplenune.
Puis Charlemagne crée en 781 pour son fils Louis le Débonnaire alors âgé de trois ans, le royaume d'Aquitaine englobant les territoires du Rhône à l'Atlantique et de la Loire aux Pyrénées. À partir des années 790, la cour de Louis est itinérante entre les différents palais royaux situés dans le nord du royaume (Chasseneuil-du-Poitou, près de Poitiers, Doué-la-Fontaine au sud d'Angers, Angeac-Charente sur la Charente, entre Saintes et Angoulême, Ébreuil en Auvergne et Le Palais-sur-Vienne, près de Limoges).
En 814, Louis le Débonnaire, devenu empereur à la mort de son père Charlemagne, cède le royaume d'Aquitaine à son fils Pépin, qui meurt en 838. Pepin II, fils de Pépin Ier, est proclamé roi après lui. Néanmoins ce fils est un fils bâtard et Louis le Pieux décide dans ses différents projets de partage de lui retirer son royaume et de le confier à son quatrième fils Charles qui se fait alors couronner roi d'Aquitaine en 848. En 855, Charles le Chauve en investit son fils Charles dit l'Enfant, couronné et sacré roi d'Aquitaine à Limoges. Mais, ce dernier meurt accidentellement en septembre 866, et c'est le fils aîné de Charles le Chauve, Louis le Bègue, né en 846, qui reçoit ce royaume en 867 après un plaid tenu à Pouilly-sur-Loire le 6 mars de cette année.

### Le duché d'Aquitaine au Moyen Âge

Les duchés d'Aquitaine et de Vasconie.

En 877, le royaume d'Aquitaine se décompose en deux duchés, un duché de Gascogne (ancien duché de Vasconie) au sud de la Garonne et un duché d'Aquitaine (plus tard appelé Guyenne) qui avait pour capitale Bordeaux et se composait alors des fiefs de Gascogne, du comté d'Armagnac, du comté de Fezensac, du Périgord, du Poitou, du comté d'Angoulême, de la Saintonge et du comté de la Marche.

Le Duché d'Aquitaine (en rose), sous Aliénor en 1154.

En 1058, les deux duchés se réunissent. 
La reine Aliénor d'Aquitaine, fille du duc Guillaume X, fut au Moyen Âge parmi les personnages les plus influents de toute l'Europe. Après l'échec de son premier mariage avec le roi Louis VII de France, elle épousa en 1152 le duc de Normandie et comte d'Anjou, qui devint en 1154 roi d'Angleterre sous le nom d'Henri II Plantagenêt. Vers 1170, Richard Cœur de Lion devient comte de Poitiers et duc d'Aquitaine. Il est couronné à Limoges, lieu traditionnel de couronnement et sacre des rois et ducs d'Aquitaine. 

### Du duché d'Aquitaine au duché de Guyenne
Le duché d'Aquitaine prend le nom de duché de Guyenne au moment du traité de Paris conclu le 12 avril 1229 entre Saint Louis et Raymond VII comte de Toulouse, qui cédait ainsi la plus grande partie du Languedoc à la France et mettait fin au conflit albigeois.
En 1329, le roi Édouard III d'Angleterre rend hommage de l'Aquitaine à Philippe de Valois.
La rivalité entre les couronnes de France et d'Angleterre aboutit à la guerre de Cent Ans en 1337. Le 8 mai 1360, lors du traité de Brétigny la France perd l’Aquitaine (Guyenne, Gascogne, Quercy, Rouergue, Limousin et Poitou), le Ponthieu et Calais au profit des Anglais. L’essentiel sera reconquis, à l’exception de la Guyenne, par Du Guesclin dans les années 1370 et 1380.

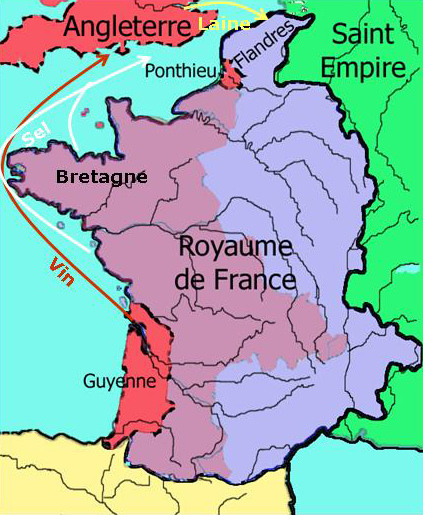
France en 1328 (au début de la guerre de Cent Ans).  - Territoires anglais en 1328 - Royaume de France - possessions des Plantagenêts en 1180
L'Aquitaine durant la seconde phase de la guerre de Cent Ans (1429).[pas clair]

### Le papeClément V, un Aquitain célèbre
Bertrand de Goth est né vers 1264 près de Villandraut en Gironde, et est décédé le 20 avril 1314, à Roquemaure (Gard). Après avoir été l'archevêque de Bordeaux, il devint pape en 1305, sous le nom de Clément V, et fut celui qui installa la papauté à Avignon. Son opposition ou participation avec le roi de France Philippe IV le Bel dans le procès de l'ordre du Temple fait aujourd'hui toujours débat.
Grâce à sa position, Clément V favorisa la construction de châteaux en Sud-Gironde pour lui et sa famille. Cet ensemble remarquable est connu aujourd'hui sous le nom de châteaux clémentins. Les plus connus sont le château de Villandraut, le château de Roquetaillade, le château de Budos et le château de Blanquefort.

### Le rattachement à la couronne de France
La victoire française à la bataille de Castillon marqua la reconquête de Bordeaux en 1453.
Louis XI donne le duché en apanage à son frère Charles de Valois en 1469. Il revient définitivement au domaine royal à la mort de celui-ci en 1472.

## De la Renaissance aux Lumières

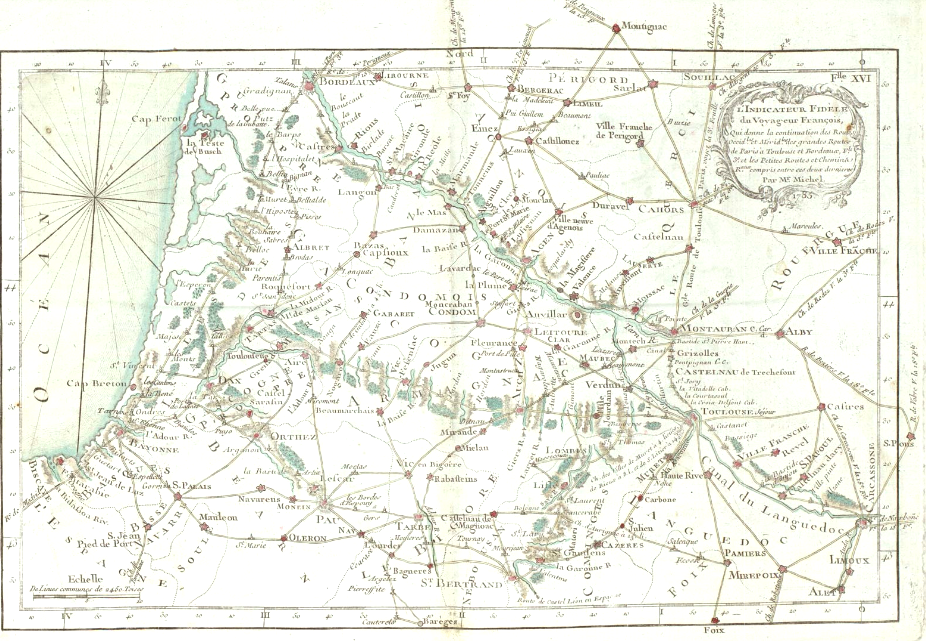
Routes royales en 1785.

Le 25 novembre 1615 : Louis XIII épouse Anne d'Autriche à Bordeaux
Le 18 octobre 1649 : Les frondeurs bordelais prennent le Château-Trompette.
Le 18 janvier 1689 : Naissance de Montesquieu à La Brède.

## La Révolution
Certains Bordelais faisaient partie de la « Gironde », un groupe politique de l'époque, majoritaire à l'Assemblée législative (face aux Montagnards) et à la Convention nationale.
Avril-mai 1793 : Chute des Girondins
Gironde (Révolution française)

## La Révolution industrielle
Aménagement des Landes et création de la plus grande forêt d'Europe.
1848 : création du chemin de fer « Bordeaux-Paris »

## L'Aquitaine auxXXeetXXIesiècles

### Première Guerre mondiale
Le 2 septembre 1914 : le gouvernement se réfugie à Bordeaux.

### Seconde Guerre mondiale
Camps d'internement en 1942 à :
- Mérignac (Gironde)
- Chancelade (Dordogne)
- Gurs (Pyrénées-Atlantiques)

Le 10 juin 1940 : le gouvernement français quitte Paris pour Bordeaux.

### Après-guerre
Le 19 décembre 1951, on découvre le gaz de Lacq.

### Région administrative
En 2016, l'Aquitaine fusionne avec le Limousin et Poitou-Charentes et devient l'Aquitaine-Limousin-Poitou-Charentes puis est finalement renommée Nouvelle-Aquitaine.